# التابوت (منظمة)
التابوت (بالروسية: Ковчег) هو مشروع دولي يهدف إلى دعم المهاجرين الروس الذين يعارضون الغزو الروسي الكامل لأوكرانيا ويسعون إلى اللجوء في الخارج. بقيادة المحامية الروسية وناشطات حقوق الإنسان أنستازيا بوراكوفا تقدم التابوت الدعم القانوني والنفسي والمساعدة في التكامل. أنشأت المنظمة ملاجئ بشكل متقطع في إسطنبول ويريفان ووارسو وأستانا وأكتوبي وألماتي.

## التاريخ
تأسست منظمة التابوت على يد محامية روسية وناشطة في مجال حقوق الإنسان ورئيسة سابقة لمؤسسة روسيا المفتوحة أنستازيا بوراكوفا. استوحى المشروع من بيت بيلاروسيا المتحدة في فيلنيوس الذي وحد المهاجرين البيلاروسيين الفارين من القمع بعد احتجاجات بيلاروسيا 2020-2021. تلقت التابوت الدعم الأولي من لجنة مناهضة الحرب التي أسسها السياسي الروسي دميتري جودكوف ورجل الأعمال ميخائيل خودوركوفسكي في عام 2022.
بدأت منظمة التابوت عملياتها في 10 مارس 2022 وتلقت ما يقرب من 5000 استفسار في أول 24 ساعة. تم توسيع شبكة الملاجئ الأولية القادرة على استيعاب 25 شخصا في كل مرة بسرعة إلى 150 مكانا في الشهر الأول. بحلول أغسطس 2022 نمت قناة المشروع على تيليجرام إلى 70000 متابع. بلغ عدد المتطوعين الذين أداروا الاستفسارات وقدموا المشورة وساعدوا المهاجرين الجدد 650. بعد التعبئة في روسيا افتتحت التابوت ملجأ في وارسو وملجأين في ألماتي وملاجئ في أكتوبي وأستانا لإيواء الأشخاص الفارين من روسيا وأوكرانيا وبيلاروسيا وطاجيكستان.
في 28 مارس 2022 أطلقت منظمة التابوت خدمة دعم نفسي جماعي وفردي مجانية ساعدت 85000 شخص في 8 أشهر ودورات لغة مجانية. في صيف 2022 افتتح المشروع مركزا للموارد في يريفان استضاف اجتماعات ومحاضرات. وبحلول أوائل عام 2023 تجاوز جمهور المشروع في تيليجرام 155000 متابع. قدم حوالي 2000 متطوع 100000 استشارة قانونية. شارك ما يقرب من 1300 شخص في دورات اللغة. كما خطط المشروع لفتح مراكز الشتات في مدن جديدة لتوفير مساحات عمل مشتركة وتسهيل تطوير المشاريع المجتمعية.
في أواخر عام 2022 تقدم عضو مجلس الدوما فاسيلي بيسكاريوف بطلب إلى مكتب المدعي العام الروسي لتعيين منظمة التابوت من بين 30 منظمة أخرى على أنها "غير مرغوب فيها أو متطرفة" في روسيا على الرغم من عدم اتخاذ أي إجراءات قانونية. في أوائل ديسمبر 2023 صنفت وزارة العدل الروسية منظمة التابوت ومؤسستها أنستازيا بوراكوفا على أنهما "عملاء أجانب" لموقفهما المناهض للحرب والتعاون مع "عملاء أجانب" آخرين.

## الأنشطة

### المساعدة الطارئة والتكيف والدعم
بسبب اندلاع الحرب الشاملة والقمع السياسي في عام 2022 غادر ما يقدر بنحو 500000 إلى 1.3 مليون شخص روسيا في عام واحد. تقدم منظمة التابوت الدعم النفسي ودروس اللغة والمشورة القانونية بشأن الحصول على تصاريح الإقامة وفتح الحسابات المصرفية والحصول على التأشيرات. ينسق المشروع بين المتطوعين ويدير قناة معلومات ولوحة وظائف. يدير المنظمون دروسا وندوات جماعية للغة الأجنبية لمساعدة المهاجرين القسريين على التكيف مع بلدانهم الجديدة. في يريفان وإسطنبول تقدم منظمة التابوت إقامة لمدة تصل إلى أسبوعين. خلال أوقات الذروة كانت شبكة الملاجئ تؤوي ما يصل إلى عدة مئات من الأشخاص.

### بناء المجتمع والدعم
تنظم منظمة التابوت ندوات عبر الإنترنت واجتماعات تعليمية مع المهاجرين قبل الحرب وتسهل تبادل الخبرات. كما تخطط للتعاون مع المشاريع التجارية التي انتقلت بسبب الحرب وإنشاء دورات مهنية ومنصة للخدمات الفردية. يساعد المتطوعون المهاجرين في الحصول على مهن جديدة وتقنين مستندات (العمل). يساعد المتطوعون في دورات إعادة التدريب المهني عبر الإنترنت والندوات عبر الإنترنت حول تقنين المستندات.

### الدعوة الدولية
يدافع المشروع عن المهاجرين الذين لديهم موقف سياسي مناهض للحرب ويزيد من الوعي بالحركة الروسية المناهضة للحرب على مستوى العالم. تعالج أنستازيا بوراكوفا وأعضاء آخرون في منظمة التابوت الأنشطة المناهضة للحرب والمعارضة في روسيا والقمع في أماكن بارزة مثل المنتدى الليبرالي الأوروبي والبرلمان الأوروبي ومؤسسة فريدريش ناومان والمركز الشمالي ومؤسسة كوربر وغيرها.

### الأنشطة السياسية
في صيف عام 2023 أطلقت منظمة التابوت مبادرة "بالرحلة الأولى" (بالروسية: Первым рейсом) لتثقيف المهاجرين حول أفضل ممارسات الحكم الديمقراطي وتطوير إطار قانوني للإصلاحات المستقبلية في روسيا.
كما تجري منظمة التابوت مسوحات اجتماعية بين المهاجرين من الموجة الخامسة مما يكشف عن مشاركة سياسية كبيرة. ووفقا للاستطلاعات غادر 82٪ من المشاركين روسيا لأسباب سياسية وأراد 95٪ التأثير على الوضع في روسيا من الخارج و67٪ يعتزمون المشاركة في الانتخابات الروسية من الخارج. قادت بوراكوفا دورات النشاط المدني في بلغراد ومدن أخرى تحظى بشعبية بين المهاجرين الروس. شاركت آرك في مؤتمر برلين الذي تناول المشاعر المناهضة للحرب والقمع في روسيا.

### هيكل المشروع والتمويل
حصلت منظمة التابوت على تمويلها الأولي من ميخائيل خودوركوفسكي المؤسس المشارك للجنة مناهضة الحرب في روسيا مما سمح لها بإطلاق الملاجئ الأولى. في الشهر الأول جمع المشروع ما يصل إلى 51000 دولار أمريكي في شكل تبرعات جزئيا من المهاجرين القدامى. ومن أصل 100000 دولار أمريكي تم جمعها في أول شهرين ونصف الشهر تم تخصيص ما يصل إلى 20000 دولار أمريكي لشبكة الملاجئ. تعتمد منظمة التابوت على التمويل الجماعي والإعلان والشراكات مع الشركات كمصدر أساسي للتمويل.